# Nikolaevo (distrikt i Bulgarien, Sliven)
Nikolaevo (bulgariska: Николаево) är ett distrikt i Bulgarien.   Det ligger i kommunen Obsjtina Sliven och regionen Sliven, i den centrala delen av landet, 240 km öster om huvudstaden Sofia.
Trakten runt Nikolaevo består till största delen av jordbruksmark. Runt Nikolaevo är det ganska glesbefolkat, med 24 invånare per kvadratkilometer.